# 李中 (1959年)
李中（1959年7月20日—），中華民國臺中市政治人物，中國國民黨籍，現任臺中市議會議員。2020年曾代表國民黨參選臺中市第六選舉區立委，後落敗。

## 從政生涯

### 2020年中華民國立法委員選舉
2019年，宣布投入2020年台中市第六選區的立委選舉。選舉結果，以3萬2千餘票負於對手、民進黨籍現任立委黃國書，未能當選。
| 1        | 楊木蘭   | 無黨籍        | 4,278票   | 2.11%                         |                               |
| 2        | 黃國書   | 民主進步黨    | 113,128票 | 55.91%                        | 當選                          |
| 3        | 吳光中   | 親民黨        | 3,882票   | 1.92%                         |                               |
| 4        | 洪偉富   | 宗 宗教聯盟   | 558票     | 0.28%                         |                               |
| 5        | 李中     | 中國國民黨    | 80,478票  | 39.78%                        |                               |
| 選舉日期 | 選舉日期 | 2020年1月11日 | 選舉人數  | 268,406人                     | 268,406人                     |
| 投票率   | 投票率   | 76.68%        | 投票人數  | 有效：202,324人 無效：3,491人 | 有效：202,324人 無效：3,491人 |

## 爭議事件
2023年10月6日下午，李中在議會上公布一張「近12個月台中市各行政區交通違規檢舉數量前20名」的圖表資料，並在臉書粉專發文說明質詢內容，20位民眾雖然以「民眾檢舉人代號」顯示，但眼尖網友發現，這串代號是基於「Base64編碼」能輕易反向解密，經過轉換後赫然發現竟是民眾檢舉人身分證字號，雖然李中事後火速將貼文刪除，但個資早已被轉傳至相關社群網站票。

## 外部連結
- 李中的Facebook專頁